# Dinotopia (miniserie televisiva)
Dinotopia è una miniserie televisiva statunitense del 2002, diretta da Marco Brambilla e tratta dall'omonimo libro scritto e illustrato da James Gurney. La miniserie consta di tre episodi di 85 minuti, che portarono alla creazione dell'omonima serie televisiva: quest'ultima, in tredici episodi, è stata prodotta nel 2002 a seguito del successo della miniserie, ma nessuno del cast originario riprese il proprio ruolo; questa fu una delle numerose questioni che hanno contribuito al fallimento della serie.
In Italia è stata trasmessa da Italia 1 a settembre 2004.

## Trama
I fratellastri Karl e David Scott precipitano in mare con l'aeroplano durante un viaggio insieme al padre Frank. Mentre quest'ultimo non riesce a salvarsi, i due ragazzi naufragano su un'isola misteriosa, Dinotopia, dove umani e dinosauri – alcuni dei quali parlanti – vivono in armonia. Qui conoscono il dinosauro bibliotecario Zippo Stegosauro, che li ospita a casa sua, e la diciottenne Marion, figlia del sindaco della Città delle Cascate e destinata a diventare Matriarca al posto della madre. Mentre David si dimostra affascinato da Dinotopia e curioso di saperne di più, Karl desidera solo tornare a casa e per questo si avvicina all'ambiguo scienziato Cyrus Crabb. Poco dopo, durante un litigio, Karl e David precipitano da una cascata e finiscono per caso a una delle entrate per il Mondo di Sotto, luogo sigillato da tempo nel quale gli antenati dei dinotopiani rinvennero le Pietre del Sole, cristalli che riforniscono Dinotopia di energia.
Karl e David vengono portati in salvo da Marion e Zippo, ma David è gravemente ferito e il gruppo si dirige alla fattoria di Rosemary, madre di Marion, per curarlo. Durante la degenza di David, Karl e Marion si avvicinano, arrivando a baciarsi. Una volta guarito, David viene mandato alla Città dei Canyon per diventare un cavaliere di Skybax, dei dinosauri alati; lo accompagna Marion, che deve studiare l'improvviso comportamento aggressivo di alcuni pteranodonti, mentre Karl rimane alla fattoria, dove gli viene affidata la cura di un uovo di dinosauro: quando si schiude, il ragazzo, dietro insistenza di Rosemary, chiama il cucciolo Ventisei. Intanto, David dichiara a Marion i suoi sentimenti e, vinta la sua paura del vuoto, si diploma.
Tuttavia, il progressivo spegnimento delle Pietre del Sole causa attacchi sempre più violenti da parte dei carnivori, e David e Karl provano quindi ad andare nel Mondo di Sotto per trovare altre Pietre del Sole. Scoperti, vengono arrestati per aver infranto le leggi e condannati agli arresti domiciliari. Aiutati da Marion, Zippo e Crabb, i fratelli riescono a eludere le guardie e partire insieme a Crabb per il Mondo di Sotto a bordo di un sottomarino; una volta trovate le Pietre del Sole, però, Crabb li abbandona, per poi morire poco dopo quando il sottomarino viene inghiottito da un enorme dinosauro marino. Intanto, nel Mondo di Sotto i due ragazzi trovano il padre, miracolosamente sopravvissuto, e riescono a tornare in superficie insieme a lui passando per l'uscita che avevano scoperto diverse settimane prima. Insieme al suo Skybax Caduta Libera, David riesce a salvare la Città delle Cascate dall'attacco degli pteranodonti e viene promosso a membro della squadriglia, mentre nuove Pietre del Sole vengono recuperate dal Mondo di Sotto e la famiglia Scott decide di restare a Dinotopia.